# Hadda

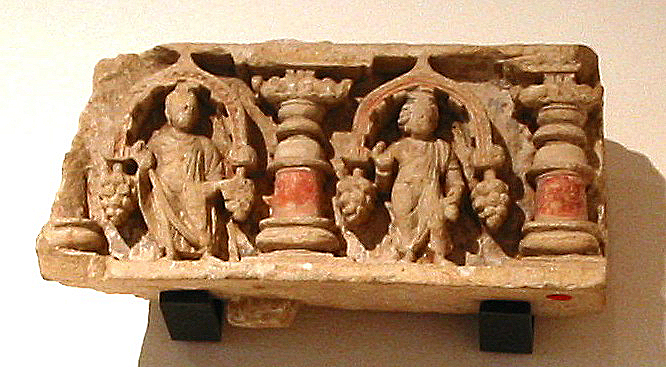
Buddha Šákjamuni a Maitréja, dekorační prvek stúpy, Musée Guimet

Hadda je řecko-buddhistická archeologická lokalita, která se nachází v oblasti starověké Gandháry, asi deset kilometrů jižně od Džalálábádu na východě dnešního Afghánistánu.
Během třicátých a sedmdesátých let 20. století bylo v oblasti Haddy vykopáno okolo 23 000 převážně buddhistických sošek, které byly produktem tzv. gandhárského umění. Vykazovaly především vliv helénského stylu. Ačkoliv je styl vyobrazení sošek typický především pro pozdní helénské období 2.–1. století př. n. l., je jejich vytvoření většinou datováno do prvního a dalších století. Tento rozpor může být způsoben tím, že helénský sloh zde byl zachován déle než v okolních oblastech.
Ze stylu výroby jednotlivých sošek lze poznat, že jejich tvůrci byli více než dobře obeznámeni v řeckým sochařstvím. Je tudíž pravděpodobné, že do jejich výroby byli zapojení přímo sami Řekové. Styl sošek je místy až natolik helénský, že by se dal přirovnat k čistě řeckým sochám nalezeným např. v Bassai.
Na některých sochách je např. vyobrazen sedící Buddha s Héraklém a Tyché po boku. Poblíž Haddy byly nalezeny buddhistické texty známé jako gandhárské buddhistické texty, které jsou psány písmem kharóšthí v gandhárském jazyce. Jejich datace spadá do 1. století a jsou tak považovány za jedny z nejstarších buddhistických dochovaných textů.

## Galerie

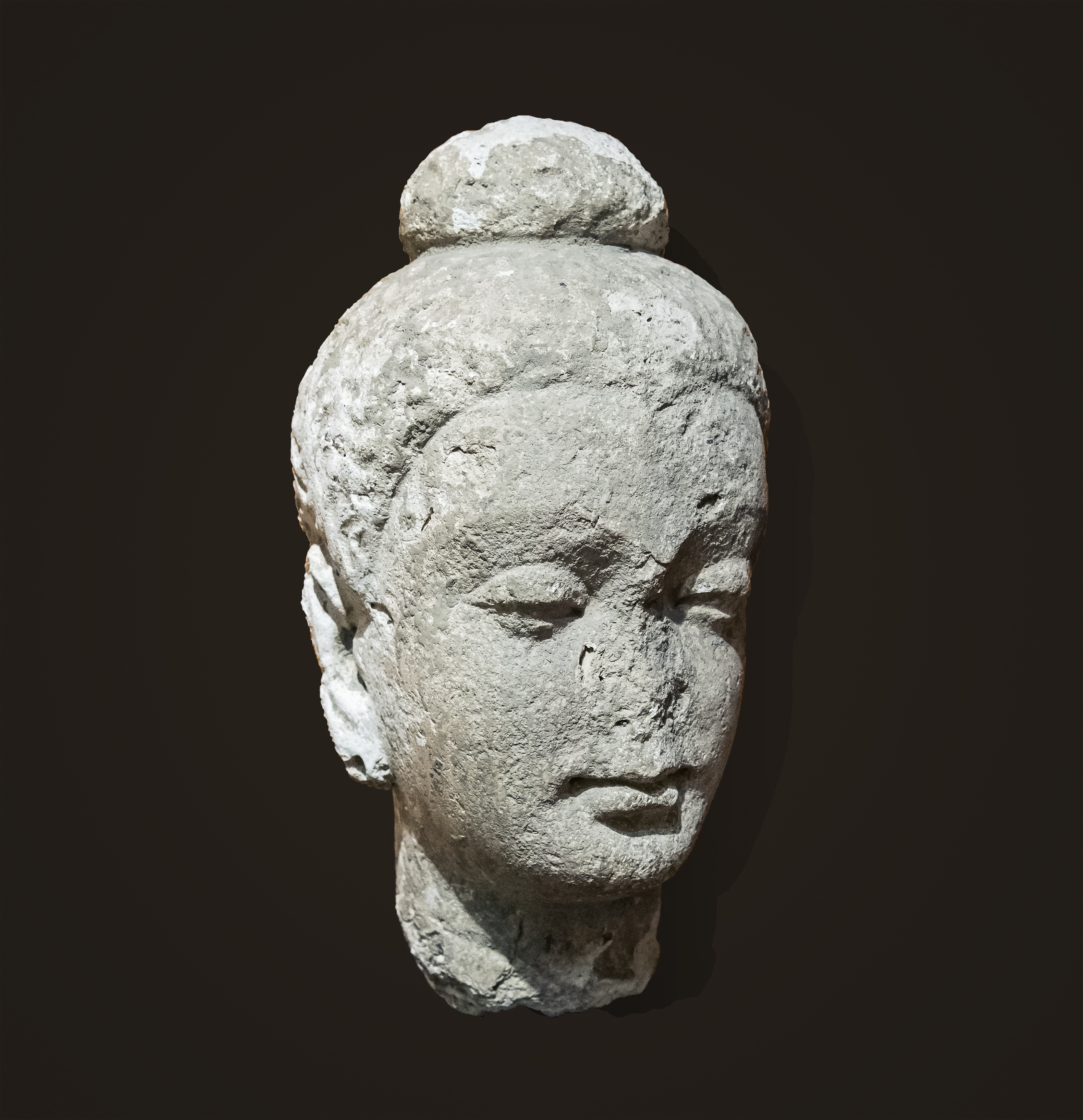
Hlava Buddhy
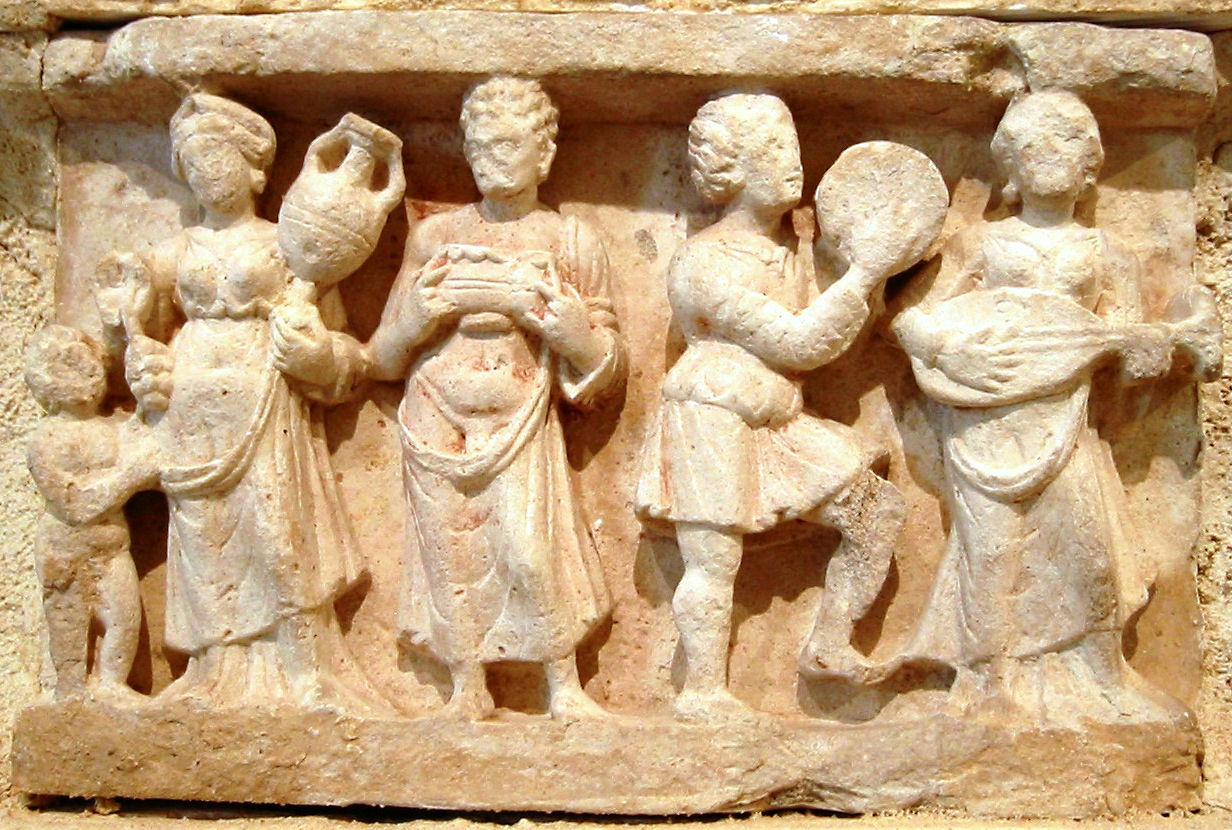
amfory, hudba a víno (1. století)
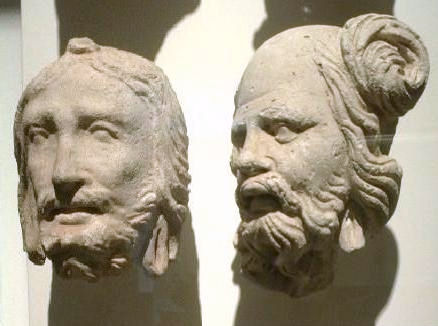
Hlava, 3. století
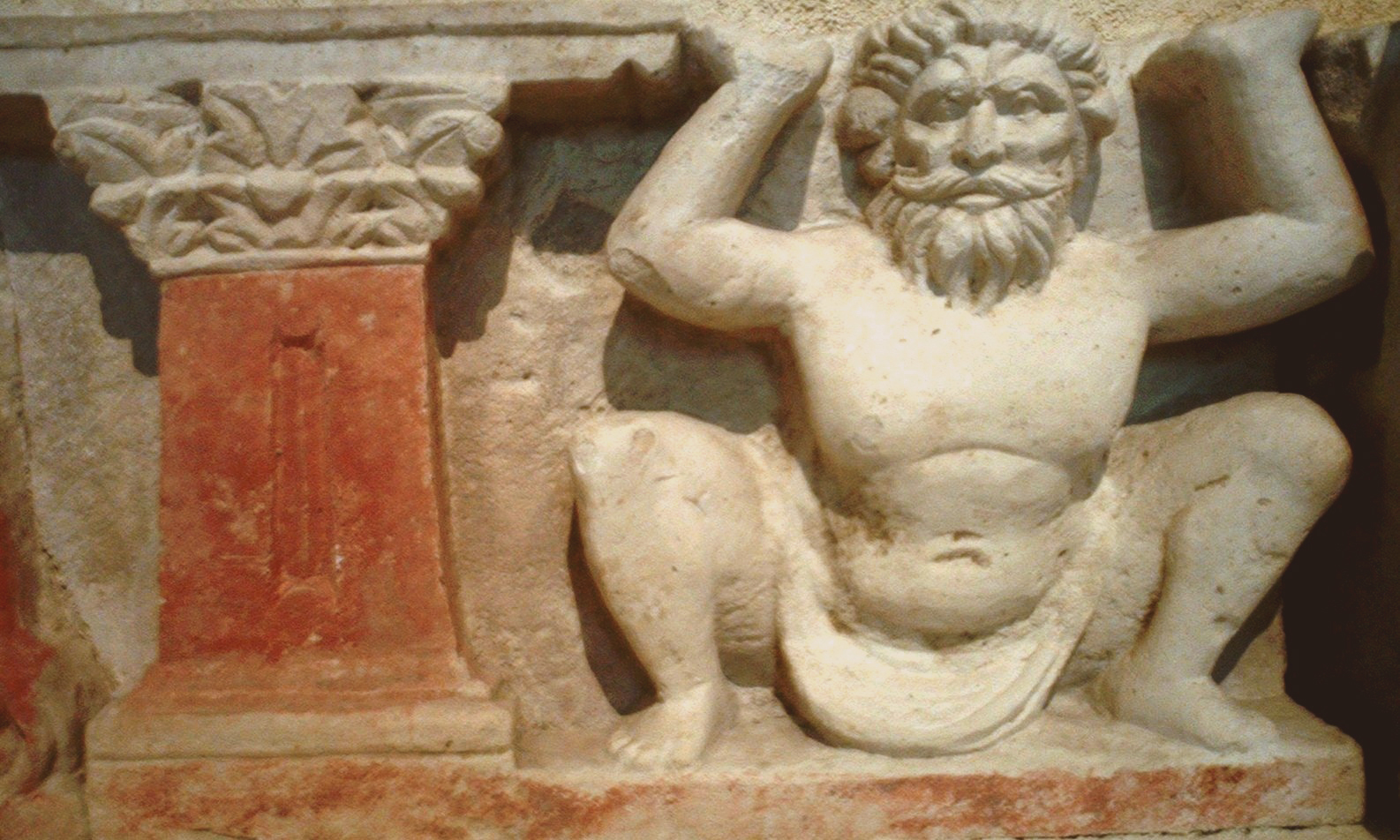
Řecký Atlas podpírající buddhistickou stavbu